# Guns
Els guns (o alada, o gun, gu, o egun) són els membres d'un grup ètnic que viuen a la zona fronterera del sud entre Benín i Nigèria. A més a més, també hi ha un grup de guns que viuen a Gabon. A Benín el territori gun està situat al departament d'Ouémé i a Nigèria està als estats d'Ogun i de Lagos. El gun és la llengua que parlen com a llengua materna. Els guns formen part del grup d'ètnies guineanes; el seu codi ètnic és NAB59g i el seu ID de grup ètnic és 11993.
Segons l'ethnologue hi ha 579.000 guns i segons el joshuaproject n'hi ha 852.000.

## Guns a Benín

### Població, territori i ètnies veïnes
El 2006 hi havia 320.000 guns a Benín. Segons el joshuaproject n'hi ha 439.000. Aquest viuen al sud-est del país, als municipis d'Akpro-Missérété, d'Avrankou, d'Adjarra i de Porto Novo, al departament d'Ouémé.
Segons el mapa lingüístic de Benín de l'ethnologue, els guns viuen entre la zona nord-est del llac Nokoué i la frontera amb Nigèria a l'est. Viuen al curs baix del riu Ouémé. Els seus veïns són els defis i els xwles orientals, al sud; els tofins i els wemes, a l'oest i els nagos meridionals, que parlen la llengua defoid nago meridional, al nord.

### Religió
La majoria dels guns beninesos són cristians (66,6%), el 16% són musulmans, el 15,9% creuen en religions africanes tradicionals, l'1,3% creuen en altres religions i el 0,2% es consideren ateus. El 45% dels guns beninesos cristians són catòlics, el 33% pertanyen a esglésies independents, el 20% són protestants i el 2% són considerats com d'altres grups cristians. El 8% dels guns beninesos cristians són seguidors del moviment evangèlic.

## Guns a Nigèria

### Població, territori i ètnies veïnes
El 2000 hi havia 259.000 guns a Nigèria. Segons el joshuaproject n'hi ha 396.000. El seu territori està situat a les LGAs de Badagry, d'Ado-Odo-Ota i d'Idiroko, a l'estat d'Ogun i a l'estat de Lagos, a la ciutat de Lagos.
Segons el mapa lingüístic de Nigèria, el territori gun d'aquest estat està situat a l'extrem sud-occidental del país, a la zona costanera. Els seus veïns del nord i de l'est parlen llengües defoids, principalment el ioruba.

### Religió
La meitat dels guns nigerians creuen en religions africanes tradicionals, el 40% són cristians i el 10% són musulmans. La majoria dels guns nigerians cristians són protestants (70%), el 20% són catòlics i el 10% pertanyen a esglésies independents. Només el 2,5% dels guns nigerians cristians segueixen el moviment evangèlic.

## Guns a Gabon

### Religió
La majoria dels 17.000 guns gabonesos són cristians (65%), el 15% creuen en religions africanes tradicionals, el 10% són musulmans i el 10% són ateus. El 55% dels guns gabonesos cristians són catòlics, el 25% pertanyen a esglésies independents i el 20% són protestants. El 8% dels guns gabonesos cristians segueixen el moviment evangèlic.

## Llengües
La llengua materna dels guns és el gun, llengua que comparteixen amb els setos i els tolis. Els guns també parlen el fon i el francès. La llengua gun també és utilitzada com a segona llengua pels defis, els xwles orientals, els kotafons i els tofins.